# Kielicharka
Kielicharka – urządzenie służące do wykonywania kielichów, czyli powiększenia średnicy na niewielkiej długości przy krańcu rury cienkościennej metalowej.
Składa się ze szczęk służących do zamocowania na rurze z wycięciami o różnej średnicy oraz mocowanego do nich uchwytu z gwintowanym otworem, w którym znajduje się śruba zakończona stożkiem kształtującym rurę. Napędzana jest zazwyczaj ręcznie przez pokręcanie śruby.